# Вилласпекьоза
Вилласпекьоза (итал. Villaspeciosa) — коммуна в Италии, располагается в регионе Сардиния, подчиняется административному центру Кальяри.
Население составляет 1947 человек, плотность населения составляет 71,19 чел./км². Занимает площадь 27,35 км². Почтовый индекс — 9010. Телефонный код — 070.
В коммуне 15 августа особо празднуется Успение Пресвятой Богородицы.